# Марго Кіддер
Маргарет Рут (Марго) Кіддер (англ. Margaret Ruth 'Margot' Kidder; 17 жовтня 1948 — 13 травня 2018) — канадсько-американська акторка, продюсерка та активістка, кар'єра якої охоплює п'ять десятиліть. Серед її нагород три канадські премії «Джині», премії «Еммі» і «Сатурн». Попри роботу в ряді кіно- і телевізійних проєктів, Кіддер найбільш відома втіленням Лоїс Лейн у серії фільмів про Супермена, з'явившись у перших чотирьох частинах.

## Життєпис
Народилася 17 жовтня 1948 року в Єллоунайфі, Канада. Її мати була вчителькою історії, батько — інженером і фахівцем з вибухових речовин.
Як акторка дебютувала в драмі «The Best Damn Fiddler from Calabogie to Kaladar» 1968 року. Першим серйозним проєктом з її участю стала американська комедія «Весело, весело».
У 1970 році переїхала жити у Нью-Йорк. У 1973-му вийшов культовий трилер «Сестри» режисера Браяна Де Пальми, який додав Кіддер популярності.
75-му Кіддер з'явилася в березневому випуску журналу «Playboy». Чорно-білий знімок зробив фотограф Дуглас Кіркланд, а супровідну статтю написала вона сама.
Після народження дочки Кіддер зробила перерву у кар'єрі. Повернулася на екрани у 1978 році роллю Лоїс Лейн у фільмі «Супермен». Згодом з'явилася у двох сиквелах фільму.
У 1979 році вийшов горор «Жах Амітивіля», який закріпив за Кіддер статус однієї з провідних голлівудських акторок. Фільм зібрав у США $86 млн касових зборів. Сама Кіддер набагато пізніше назвала картину «шматком лайна».
У 2000-му знялася в драмі «Апокаліпсис 3: Знак звіра». У грудні 2002-го зіграла у п'єсі «Монологи вагіни»; гастролювала з виставою протягом двох років. Кіддер знялася в детективі на гей-тему «По іншу сторону, смерть» 2008 року і погодилася на роль другого плану в горорі Роба Зомбі «Геловін 2».
У 2015-му акторка удостоїлася премії «Еммі» в категорії «Визначний виступ в дитячій програмі» — за роль в серіалі «Р.Л. Стайн: Час привидів».
Маргарет Кіддер померла уві сні 13 травня 2018 року в своєму будинку в Лівінгстоні, штат Монтана, у віці 69 років.

## Особисте життя
У 1990-му Кіддер потрапила в аварію і два роки провела в інвалідному кріслі. Акторка працювала над автобіографією, коли її лептоп, який підхопив вірус, вийшов з ладу, через що вона втратила всі записи, зроблені за останні три роки. Кіддер прилетіла в Лос-Анджелес, розраховуючи на те, що фахівці з вилучення даних зможуть їй допомогти. Але відновити файли не вдалося. Акторка впала у депресію і зникла на чотири дні. Її знайшли у дворі одного з приватних будинків. Департамент поліції Лос-Анджелеса доставив її в медцентр з вибитими коронками, як з'ясувалося, в результаті спроби зґвалтування. Після лікування Кіддер повернулася у кінематограф. 
Кіддер зустрічалася з колишнім канадським прем'єр-міністром П'єром Трюдо, режисером Стівеном Спілбергом, сценаристом і режисером Томом Манкієвічем та актором і коміком Річардом Прайором.
Вона тричі була одружена і тричі розлучалася. Від першого чоловіка, американського романіста Томаса Макгвейна, народила дочку Меггі в 1976 році. Другий шлюб з актором Джоном Гердом тривав шість днів. У 1983—1984 роках була одружена з французьким режисером Філіпом де Брока. Після розлучення заявила, що вважає за краще компанію своїх собак.

## Фільмографія

### Фільми
| Рік  | Українська назва                     | Оригінальна назва                               | Роль                             | Примітки                                      |
| ---- | ------------------------------------ | ----------------------------------------------- | -------------------------------- | --------------------------------------------- |
| 1968 |                                      | The Best Damn Fiddler from Calabogie to Kaladar | Розі Прометер                    |                                               |
| 1969 | Весело, весело                       | Gaily, Gaily                                    | Аделайн                          | альтернативна назва: Chicago, Chicago         |
| 1970 | Квоксер Фортайн має кузена у Бронксі | Quackser Fortune Has a Cousin in the Bronx      | Зазель                           |                                               |
| 1973 | Сестри                               | Sisters                                         | Даніель Бретон / Домінік Бланшон | Alternate title: Blood Sisters                |
| 1974 | Тихий день в Белфасті                | A Quiet Day in Belfast                          | Бриджит / Тельма                 | Премія «Джині» за найкращу жіночу роль        |
| 1974 |                                      | The Gravy Train                                 | Мардж                            | Alternate title: The Dion Brothers            |
| 1974 | Чорне Різдво                         | Black Christmas                                 | Барбара Корд                     | Премія «Джині» за найкращу жіночу роль        |
| 1975 | Великий Волдо Пеппер                 | The Great Waldo Pepper                          | Мод                              |                                               |
| 1975 | Реінкарнація Пітера Проуда           | The Reincarnation of Peter Proud                | Марсія Кертіс                    |                                               |
| 1975 | 92 в тіні                            | 92 in the Shade                                 | Міранда                          |                                               |
| 1978 |                                      | Shoot the Sun Down                              | Жінка з Англії                   |                                               |
| 1978 | Супермен                             | Superman                                        | Лоїс Лейн                        | Премія «Сатурн» найкращій акторці             |
| 1979 | Жах Амітивіля                        | The Amityville Horror                           | Кеті Лутц                        | номінація — Премія «Сатурн» найкращій акторці |
| 1980 | Віллі та Філ                         | Willie & Phil                                   | Jeannette Sutherland             |                                               |
| 1980 | Супермен 2                           | Superman II                                     | Лоїс Лейн                        | номінація — Премія «Сатурн» найкращій акторці |
| 1981 | Серветки                             | Heartaches                                      | Рита Гарріс                      | Премія «Джині» за найкращу жіночу роль        |
| 1982 | Деякі види героя                     | Some Kind of Hero                               | Тоні Донован                     |                                               |
| 1982 |                                      | Miss Right                                      | Джульєтт                         |                                               |
| 1983 | Траншейник                           | Trenchcoat                                      | Міккі Реймонд                    |                                               |
| 1983 | Супермен 3                           | Superman III                                    | Лоїс Лейн                        |                                               |
| 1985 | Маленький скарб                      | Little Treasure                                 | Марго                            |                                               |
| 1986 | ГоБоти: Битва за Скелю Лордів        | GoBots: Battle of the Rock Lords                | Солітер                          | озвучування                                   |
| 1986 |                                      | Keeping Track                                   | Міккі Тремейн                    |                                               |
| 1987 | Супермен 4: У пошуках миру           | Superman IV: The Quest for Peace                | Лоїс Лейн                        |                                               |
| 1989 |                                      | Mob Story                                       | Долорес                          |                                               |
| 1990 | Біла кімната                         | White Room                                      | Меделайн X                       |                                               |
| 1991 | У маренні                            | Delirious                                       | жінка у ванній                   | в титрах не вказана                           |
| 1992 |                                      | Aaron Sent Me                                   | Кейтлін Прескотт                 |                                               |
| 1993 | La Florida                           | La Florida                                      | Віві Ламорі                      |                                               |
| 1994 | Меверік                              | Maverick                                        | Маргрет Мері                     | в титрах не вказана                           |
| 1994 |                                      | WindRunner                                      | Sally 'Mom' Cima                 |                                               |
| 1994 |                                      | The Pornographer                                | Ірен                             |                                               |
| 1994 |                                      | Beanstalk                                       | доктор Кейт Вінстон              |                                               |
| 1996 | Генрі і Верлін                       | Henry & Verlin                                  | Мейбел                           |                                               |
| 1996 |                                      | Never Met Picasso                               | Джина Магнус                     |                                               |
| 1997 |                                      | The Planet of Junior Brown                      | місс Пібс                        | Alternate title: Junior's Groove              |
| 1997 |                                      | Shadow Zone: My Teacher Ate My Homework         | Сол                              |                                               |
| 1997 |                                      | Silent Cradle                                   | Сінді Вілсон                     |                                               |
| 1999 |                                      | The Hi-Line                                     | Лора Джонсон                     |                                               |
| 1999 | Маска примари                        | The Clown at Midnight                           | Еллен Гіббі                      |                                               |
| 1999 | Знищення риби                        | The Annihilation of Fish                        | Малдрун                          |                                               |
| 1999 |                                      | Nightmare Man                                   | Лілліан Ганнібал                 |                                               |
| 2000 | Апокаліпсис 3: Знак звіра            | Tribulation                                     | Ейлін Канборо                    | Alternate title: Apocalypse III: Tribulation  |
| 2002 |                                      | Angel Blade                                     | Фріда                            |                                               |
| 2002 | Злочин і кара                        | Crime and Punishment                            | Катерина Мармелодова             |                                               |
| 2004 |                                      | Chicks with Sticks                              | Едіт Теймор                      |                                               |
| 2004 |                                      | Death 4 Told                                    | Мадам Бодо Badeau                | Премія «Джині» за найкращу жіночу роль        |
| 2006 | Супермен II: Версія Річарда Доннера  | Superman II: The Richard Donner Cut             | Лоїс Лейн                        |                                               |
| 2008 | Універсальні знаки                   | Universal Signs                                 | Роуз Келеген                     |                                               |
| 2008 |                                      | Love at First Kill                              | Beth                             |                                               |
| 2008 | З іншого боку, смерть                | On the Other Hand, Death                        | Дороті                           |                                               |
| 2008 |                                      | A Single Woman                                  | Оповідач                         |                                               |
| 2009 |                                      | Something Evil Comes                            | Клавдія Брешер                   |                                               |
| 2009 | Геловін 2                            | Halloween II                                    | Барбара Кольєр                   |                                               |
| 2011 |                                      | Redemption: For Robbing the Dead                | Marlys Baptiste                  |                                               |
| 2011 |                                      | Three of a Kind                                 | Клер                             |                                               |
| 2012 |                                      | HENRi                                           | др. Кельвін                      | корткометражка                                |
| 2013 | Matt's Chance                        | Мати Мейбл                                      |                                  |                                               |
| 2013 | Спарвжні гангстери                   | Real Gangsters                                  | Стелла Келлі                     |                                               |
| 2014 | Залежні                              | The Dependables                                 | Джин Демпсі                      | Alternate title: Pride of Lions               |
| 2014 | Великий жирний камінь                | The Big Fat Stone                               | Медж                             |                                               |
| 2015 | Без депозиту                         | No Deposit                                      | Мардж Раян                       |                                               |
| 2016 | Червоний кленовий лист               | The Red Maple Leaf                              | Аманда Вокер                     |                                               |
| 2017 | Сусідство                            | The Neighborhood                                | Меггі                            |                                               |